# Primera División de Chile 1978
Primera División de Chile 1978 var den chilenska högstaligan i fotboll för herrar för säsongen 1978, som slutade med att Palestino vann för andra gången. 

## Kvalificering för internationella turneringar
- Copa Libertadores 1979
  - Vinnaren av Primera División: Palestino
  - Vinnaren av Liguilla Pre-Libertadores: O'Higgins

## Sluttabell
| Plac. | Lag                  | S  | V  | O  | F  | GM | IM | MSK | Poäng |
| ----- | -------------------- | -- | -- | -- | -- | -- | -- | --- | ----- |
| 1     | Palestino            | 34 | 23 | 7  | 4  | 73 | 32 | 41  | 53    |
| 2     | Cobreloa             | 34 | 22 | 5  | 7  | 69 | 37 | 32  | 49    |
| 3     | O'Higgins            | 34 | 17 | 8  | 9  | 64 | 39 | 25  | 42    |
| 4     | Unión Española       | 34 | 17 | 7  | 10 | 52 | 41 | 11  | 41    |
| 5     | Everton              | 34 | 14 | 12 | 8  | 55 | 40 | 15  | 40    |
| 6     | Colo-Colo            | 34 | 15 | 7  | 12 | 62 | 55 | 7   | 37    |
| 7     | Universidad de Chile | 34 | 11 | 14 | 9  | 41 | 33 | 8   | 36    |
| 8     | Deportes Aviación    | 34 | 12 | 10 | 12 | 51 | 51 | 0   | 34    |
| 9     | Universidad Católica | 34 | 11 | 11 | 12 | 43 | 37 | 6   | 33    |
| 10    | Deportes Concepción  | 34 | 12 | 9  | 13 | 44 | 47 | -3  | 33    |
| 11    | Lota Schwager        | 34 | 9  | 15 | 10 | 46 | 43 | 3   | 33    |
| 12    | Audax Italiano       | 34 | 10 | 12 | 12 | 36 | 39 | -3  | 32    |
| 13    | Green Cross-Temuco   | 34 | 10 | 12 | 12 | 52 | 57 | -5  | 32    |
| 14    | Santiago Morning     | 34 | 10 | 12 | 12 | 43 | 49 | -6  | 32    |
| 15    | Ñublense             | 34 | 10 | 10 | 14 | 34 | 49 | -15 | 30    |
| 16    | Coquimbo Unido       | 34 | 8  | 8  | 18 | 38 | 56 | -18 | 24    |
| 17    | Huachipato           | 34 | 5  | 7  | 22 | 26 | 55 | -29 | 17    |
| 18    | Rangers              | 34 | 5  | 4  | 25 | 28 | 97 | -69 | 14    |

|  | Mästare och kvalificerade till Copa Libertadores 1979. |
|  | Kvalificerade till Liguilla Pre-Libertadores.          |
|  | Till kvalserie.                                        |
|  | Nedflyttade till Segunda División.                     |

| Primera División Vinnare av Primera División 1978 |
| ------------------------------------------------- |
| Chile                                             |
| Palestino 2:a titeln                              |

## Kvalserie
I kvalserien, eller "Liguilla de Promoción", deltog lag 15 och 16 från högstadivisionen samt lag 3 och 4 från den näst högsta divisionen. Lagen möttes i en serie där alla lag spelade en match mot varje lag och efter tre matcher fick de två främsta lagen spela i Primera División 1978. De båda lagen från högstadivisionen, Ñublense och Coquimbo Unido, höll sig kvar i Primera División 1979.
| Plac. | Lag             | S | V | O | F | GM | IM | MSK | Poäng |
| ----- | --------------- | - | - | - | - | -- | -- | --- | ----- |
| 1     | Coquimbo Unido  | 3 | 2 | 1 | 0 | 9  | 6  | 3   | 5     |
| 2     | Ñublense        | 3 | 2 | 0 | 1 | 7  | 5  | 2   | 4     |
| 3     | Deportes Ovalle | 3 | 0 | 2 | 1 | 6  | 8  | -2  | 2     |
| 4     | Magallanes      | 3 | 0 | 1 | 2 | 5  | 8  | -3  | 1     |

## Liguilla Pre-Libertadores
Lagen på plats 2 till 5 (Cobreloa, O'Higgins, Unión Española & Everton) spelade en playoff-serie bestående av tre omgångar för att bestämma vilket lag som skulle bli det andra representationslaget i Copa Libertadores 1979. Eftersom Unión Española och O'Higgins hamnade på samma poäng spelades det en avgörande final.
| Plac. | Lag            | S | V | O | F | GM | IM | MSK | Poäng |
| ----- | -------------- | - | - | - | - | -- | -- | --- | ----- |
| 1     | Unión Española | 3 | 2 | 0 | 1 | 4  | 2  | 2   | 4     |
| 2     | O'Higgins      | 3 | 2 | 0 | 1 | 3  | 2  | 1   | 4     |
| 3     | Everton        | 3 | 1 | 1 | 1 | 2  | 3  | -1  | 3     |
| 4     | Cobreloa       | 3 | 0 | 1 | 2 | 3  | 5  | -2  | 1     |

### Final
|  | 12 december 1978 | O'Higgins | 2–2 | Unión Española | Estadio Nacional, Santiago        |  |
|  |                  |           |     |                | Publik: 20 542 Domare: Mario Lira |  |
|  |                  |           |     |                |                                   |  |
|  |                  |           |     |                |                                   |  |

O'Higgins vidare till Copa Libertadores 1979, trots den oavgjorda finalen och sämre målskillnad i Liguilla-tabellen, detta av okänd anledning.